# Kościół Trójcy Przenajświętszej w Ulanowie
Kościół Trójcy Przenajświętszej – rzymskokatolicki kościół filialny należący do parafii św. Jana Chrzciciela i św. Barbary w Ulanowie. Należy do dekanatu Ulanów diecezji sandomierskiej.
Jest to świątynia wzniesiona w 1690 roku i ufundowana przez Jędrzeja Zamojskiego, wojewodę smoleńskiego. Nazywana jest „flisacką”, ponieważ została zbudowana również ze składek mieszkańców, którzy głównie zajmowali się flisactwem. Kościół został rozbudowany w 1742 roku o kruchtę, następnie był restaurowany w latach 1856–1860 i latach 1979–1981 – podczas remontu zostały odnalezione fragmenty polichromii z końca XVII wieku. Pożar z dnia 29 marca 2002 roku zniszczył wnętrze świątyni. Zniszczone zostało wyposażenie i polichromia. Kościół został odbudowany do końca 2002 roku, natomiast restauracja wnętrza została zakończona w 2005 roku.
Budowla jest drewniana, jednonawowa, posiadająca konstrukcję zrębowej. Świątynia jest orientowana, do jej budowy użyto drewna modrzewiowego. Jej prezbiterium jest mniejsze w stosunku do nawy, zamknięte jest trójbocznie i posiada boczną zakrystię. Z przodu nawy znajduje się duża kruchta z dwoma oryginalnymi wieżyczkami, które są zwieńczone cebulastymi blaszanymi dachami hełmowymi z latarniami. Nad wejściem głównym znajduje się obraz Trójcy Świętej. Świątynia posiada dach jednokalenicowy, pokryty gontem z ośmiokątną wieżyczką na sygnaturkę, którą zwieńcza cebulasto – iglicowy dach hełmowy z latarnią. Przyziemie kościoła jest osłonięte fartuchem gontowym. Wnętrze jest nakryte stropem w formie pozornego sklepienia kolebkowego, podpartego w nawie dwoma słupami. Chór muzyczny jest podparty dwiema kolumnami i mieści późnobarokowe organy powstałe pod koniec XVIII wieku oraz posiada prostą linię parapetu. Belka tęczowa z krucyfiksem pochodzi z XVIII wieku. Polichromia późnobarokowa, iluzjonistyczna pochodzi z XVIII wieku, przemalowana i zniekształcona została w 1866 roku. Przedstawia sceny ze Starego i Nowego Testamentu, sceny śmierci Świętego Józefa i wskrzeszenie Łazarza. Ołtarz główny i ambona w stylu późnobarokowym pochodzą z 2 połowy XVIII wieku. Dwa ołtarze boczne w stylu barokowym pochodzą z końca XVII wieku.